# Journal of Cardiovascular Surgery
The Journal of Cardiovascular Surgery is een internationaal, aan collegiale toetsing onderworpen wetenschappelijk tijdschrift op het gebied van de cardiologie.
De naam wordt in literatuurverwijzingen meestal afgekort tot J. Cardiovasc. Surg. (Torino).
Het wordt uitgegeven door Edizioni Minerva Medica namens de European Society of Cardiovascular Surgery en verschijnt tweemaandelijks.
Het eerste nummer verscheen in 1960.